# Miloš Čtrnáctý
Miloš Čtrnáctý (24. února 1882 Kralupy nad Vltavou – 20. dubna 1970 Praha) byl český novinář, rozhlasový a divadelní dramaturg a překladatel z němčiny, jeden ze zakladatelů Radiojournalu (předchůdci Československého rozhlasu), kde v letech 1923 až 1926 působil jako programový ředitel. Jím vytvořený formát vysílání, včetně zpravodajských relací, se v základním rámci v Československém, respektive Českém rozhlase, nadále udržel.

## Život

### Mládí
Narodil se v Kralupech nad Vltavou, po absolvování pražského gymnázia v Žitné ulici (kde jej učil mj. i Alois Jirásek). Následně pracoval rok jako úředník v záložně na Smíchově, poté odjel pracovat do Německého císařství, kde se značně zdokonalil v němčině.

### Novinář
Roku 1902 se Čtrnáctý vrátil do Prahy a nastoupil jako novinář a kritik do časopisu Čas ve za působení ředitele Janem Herbenem. Jakožto český vlastenec se zasazoval o obhajobu české kultury proti vlivu českých Němců. Po vzniku samostatného Československa roku 1918 byl roku 1919, spolu například s Rudolfem Deylem starším součástí procesu záboru Stavovského divadla ve prospěch česky hrajícího souboru.

### Radiojournal

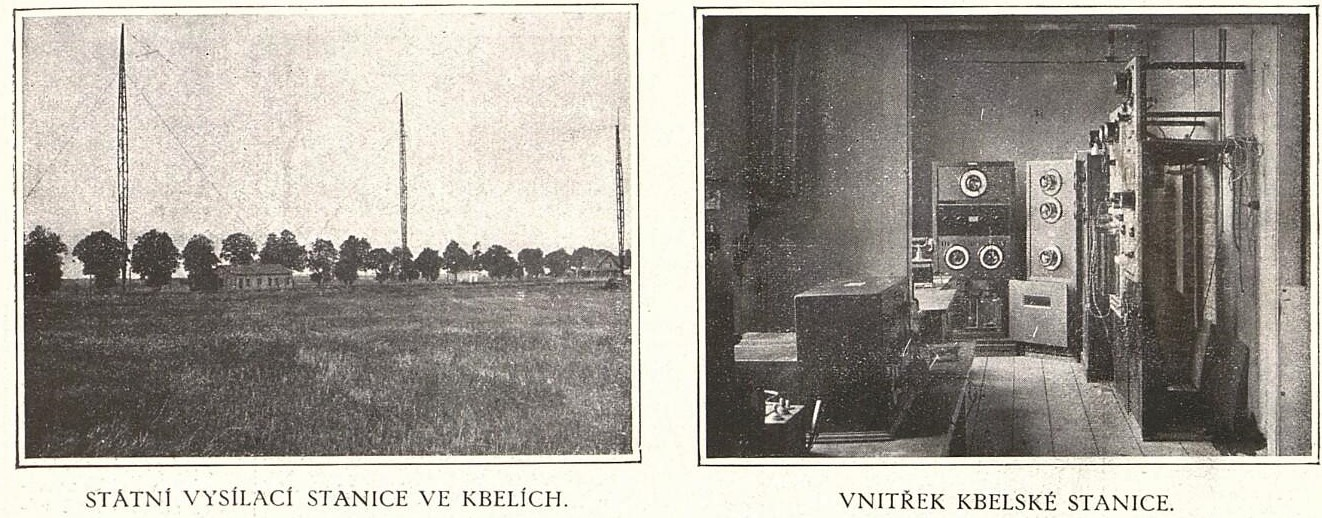
Vysílač Radiojournalu ve Kbelích (1924)

Čtrnáctý následně začal projevovat zájem o rozvíjející se obor rozhlasového vysílání. Pohyboval se v okruhu činitelů společnosti Radioslávie, kryté kapitálem 500 000 Kčs, která se zabývala výrobou a prodejem radiopřijímačů. Roku 1922 byl Svobodou pověřen sestavením dramaturgie připravovaného rozhlasového vysílání. Počátkem roku 1923 pak spolu s inženýrem Eduardem Svobodou a podnikatelem Ladislavem Šourkem založili soukromou společnost Československé zpravodajství radiotelefonické, spol. s r. o., posléze přejmenovanou na Radiojournal, která si dala za cíl vytvoření pravidelného českého rozhlasového vysílání. Firma následně získala i povolení od Ministerstva pošt a telegrafů. Předsedou jednatelského sboru Radiojournalu se stal Richard Gemperle, jinak ředitel Křižíkových závodů, technickým ředitelem Svoboda, programovým ředitelem Čtrnáctý.
Pravidelné vysílání bylo zahájeno 18. května 1923 ve 20.15 hod. z provizorního studia krytého plátěným stanem v blízkosti letiště Kbely u Prahy. Československo se tak po Velké Británii a její BBC, která vznikla roku 1922, stalo druhou evropskou zemí, kde začal veřejně a pravidelně rozhlas vysílat. První den zajišťoval živý program orchestr pražského kina Sansoucci a operní pěvkyně Růžena Topinková, pravidelnou hlasatelkou zde od prvního dne byla Emílie Tučková-Kočová. Od května 1923 začal být vydáván též tištěný magazín Týdeník Rozhlas, obsahující především program vysílání.

### Programový ředitel
Do rozhlasového vysílání přivedl Čtrnáctý celou řadu významných dramatických a hudebních umělců. Záhy zahájil spolupráci s hercem Adolfem Dobrovolným, který se stal od 17. ledna 1924 prvním pravidelným reportérem stanice. Dne 2. srpna 1924 inicioval Miloš Čtrnáctý v rámci Radiojournalu první živé vysílání ze sportovní události v Evropě – boxerský zápas těžké váhy mezi Frankem Rosseem (Československo) a Harrym (Rocky) Knightem (Spojené království) v Praze. Dobrovolný nebyl v místě zápasu, ale dostal telefonický popis zápasu a poté jej předal posluchačům.
Roku 1925 si československá vláda plně uvědomila význam a mediální sílu rozhlasu a rozhodla o majetkovém vstupu státu do společnosti. Téhož roku se Ladislav Šourek stal předsedou jednatelského sboru firmy (de facto ředitelem). Vysílání z Kbel bylo ukončeno v únoru 1925, následně bylo studio postupně zřizováno v několika budovách v centru Prahy. Jako partnera získal Šourek pro firmu nově založenou Banku československých legií.
Čtrnáctý se celoživotně vyjadřoval skepticky o možnosti pravého uměleckého dopadu z rozhlasového přenosu slova či hudby. Rovněž byl kritizován pro svou konzervativní hudební dramaturgii ve vysílání sestávající téměř výhradně z vážné hudby a vytěsňující tehdy progresivní jazz či swing. Po nástupu mladého hudebního ředitele Jaroslava Krupky Čtrnáctý roku 1926 z rozhlasu odešel.
Nadále se věnoval publicistické činnosti a divadlu, roku 1929 začal spolupracovat s divadelním podnikatelem Jeřábkem a stal se spolu s ním spoluzakladatelem operetního a hudebního pražského divadla Velká opereta, kde od roku 1934 působil jako dramaturg. Podílel se také na založení zpěvohry v pražském divadle Varieté.

### Film
Roku 1965 ztvárnil epizodní roli ve filmu Perličky na dně natočeného na náměty povídek Bohumila Hrabala.

### Úmrtí
Miloš Čtrnáctý zemřel v Praze 20. dubna 1970 ve věku 88 let.